# Vale de Luena
O vale de Luena é um vale menor cantábrico pertencente à comarca dos Vales Pasiegos, que toma o seu nome do rio Luena, afluente do Pas. O seu território coincide mais ou menos com o município de Luena, área de influência de Ontaneda. Considera-se parte dos vales pasiegos desde o século XVIII, por causa da expansão demográfica dos pasiegos.
Trata-se de um vale bastante estreito e de ladeiras inclinadas, com um desnível de cerca de 800 metros. Tem aproximadamente 7 km de comprimento e pouco mais de 300 m de  largura máxima. Em Entrambasmestas o vale de Luena une-se ao vale do Pas na confluência dos rios Magdalena-Luena e Pas.